# فيديريكو بويد
فيديريكو بويد (بالإسبانية: Federico Boyd)‏ (و. 1851 – 1924 م) هو دبلوماسي، وسياسي من بنما ولد في مدينة بنما.